# Juan Luque de Serrallonga
Juan José Luque de Serrallonga (31 de maio de 1882 — 18 de julho de 1967) foi um futebolista e treinador de futebol espanhol.

## Carreira

### Jogador
Nascido em Girona, ele passou a maior parte da sua carreira no Cádiz CF – que à época se chamava Español de Cádiz – ,onde ele ficou conhecido como "Juanito Luque", devido a ele ser relativamente baixo – media 1,69 m – . Também jogou no Sevilla FC entre 1915 e 1916.

### Treinador
Em 1928, Luque de Serrallonga emigrou para o México. Lá ele se tornou treinador do México em janeiro de 1930, e treinou o time na Copa do Mundo de 1930. Depois, ele foi treinador do CD Veracruz,vencendo a temporada 1949-50 do campeonato mexicano de futebol. Morreu em 1967, na Cidade do México.